# Staatsstraße 2227
Die bayrische Staatsstraße 2227 führt durch Mittelfranken und in einem kurzen Abschnitt durch Oberbayern. Sie beginnt und endet auf der Staatsstraße 2228. Von Burgsalach verläuft sie über den Jura nach Ruppmannsburg. Von Ruppmannsburg bis Thalmässing verläuft die Staatsstraße 2225 auf derselben Straße. Dann verläuft die Straße bis Kinding im Tal der Thalach und der Schwarzach. Im Bereich zwischen Greding und Kinding verläuft die Straße auch parallel zur Bundesautobahn A 9. Sie ist aber als Autobahnumleitung nicht geeignet, da die Straße mit 5 Meter Gesamtbreite zu schmal und der Zustand sehr schlecht ist, damit man aneinander vorbei fahren kann.
2013 und 2014 wurde der Abschnitt zwischen Abzweigung Untermässing und Greding erneuert. 2017 wurde der Bereich der Abzweigung Kleinhöbing saniert und neu gestaltet.

## Größere Orte an der St2227
- Burgsalach – Nennslingen – Ruppmannsburg – Thalmässing – Greding – Kinding

## Weitere Planungen
Zwischen Thalmässing und Greding gibt es Planungen für die Bundesstraße 131n. Im Bundesverkehrswegeplan 2030 verlor die Strecke wieder ihr Planungsrecht und ist damit in der untersten Kategorie des Verkehrswegeplan.